# Желько Чайковський
Желько Чайковський (хорв. Željko Čajkovski, серб. Жељко Чајковски, 5 травня 1925, Загреб — 11 листопада 2016, Мюнхен) — югославський футболіст, що грав на позиції нападника, зокрема, за клуби «Динамо» (Загреб) та «Вердер», а також національну збірну Югославії. По завершенні ігрової кар'єри — тренер.
Дворазовий чемпіон Югославії. Володар Кубка Югославії. 

## Клубна кар'єра
У футболі дебютував 1946 року виступами за команду «Динамо» (Загреб), в якій провів десять сезонів, взявши участь у 162 матчах чемпіонату.  У складі загребського «Динамо» був одним з головних бомбардирів команди, маючи середню результативність на рівні 0,36 голу за гру першості. За цей час двічі виборював титул чемпіона Югославії.
Своєю грою за цю команду привернув увагу представників тренерського штабу клубу «Вердер», до складу якого приєднався 1956 року. Відіграв за бременський клуб наступні два сезони своєї ігрової кар'єри. В новому клубі був серед найкращих голеодорів, відзначаючись забитим голом в середньому щонайменше у кожній третій грі чемпіонату.
Завершив професійну ігрову кар'єру у клубі «Нюрнберг», за команду якого виступав протягом 1958—1959 років.

## Виступи за збірну
1947 року дебютував в офіційних матчах у складі національної збірної Югославії. Протягом кар'єри у національній команді провів у її формі 19 матчів, забивши 12 голів.
У складі збірної був учасником чемпіонату світу 1950 року у Бразилія, де зіграв з Мексикою (4-1) і з Бразилією (0-2). 

## Кар'єра тренера
Розпочав тренерську кар'єру, повернувшись до футболу після невеликої перерви, 1964 року, очоливши тренерський штаб клубу «Гройтер».
Протягом тренерської кар'єри також очолював команди «Боруссія» (Нойнкірхен) та «Ульм 1846».
Останнім місцем тренерської роботи був клуб «Ульм 1846», головним тренером команди якого Желько Чайковський був з 1971 по 1974 рік.
Помер 11 листопада 2016 року на 92-му році життя у місті Мюнхен.

## Титули і досягнення
- Чемпіон Югославії (2):

«Динамо» (Загреб): 1947-1948, 1953-1954
- Володар Кубка Югославії (1):

«Динамо» (Загреб): 1951
- Срібний олімпійський призер: 1948